# Sisis plesius
Sisis plesius là một loài nhện trong họ Linyphiidae.
Loài này thuộc chi Sisis. Sisis plesius được Ralph Vary Chamberlin miêu tả năm 1949.